# Festival international du film de Thessalonique 2003
Le Festival international du film de Thessalonique 2003 fut la 44e édition du Festival international du film de Thessalonique. Elle se tint du 21 au 30 novembre 2003.

## Jury
- Président : Otar Iosseliani
- Jurés :
  - Walter Lassally
  - Wang Xiaoshuai
  - Tamila Koulieva
  - Jafar Panahi
  - Jean-François Amiguet
  - Samir Farid (en)

## Films sélectionnés
- En ouverture : Zatoichi
- En clôture :

## Palmarès
- Posledniy poezd (Aleksei Alekseivich German) : Alexandre d'or
- Il Dono (Michelangelo Frammartino) : Alexandre d'argent
- Celina Murga (Ana y Los Otros) : meilleur réalisateur
- Dimitris Indares (Gamilia Narki) : meilleur scénario
- Dorota Nvotová (Děvčátko) : meilleure actrice
- Mário Kubas (Devcatko) : meilleur acteur
- Danehaye Rize Barf (Ali Reza Amini) : prix artistique
- Mention spéciale : Siegrid Alnoy (Elle est des nôtres)